# Temple Run
Temple Run (с англ. — «Забег по храму») — компьютерная игра для мобильных устройств, в жанре «бесконечный раннер», разработанная студией Imangi Studios, которая находится в городе Роли (Северная Каролина).

## Геймплей
Игра рассказывает нам о нескольких любопытных исследователях, которые пытаются украсть идола из храма, охраняемого демоническими обезьянами. Игрок контролирует исследователей с помощью простых жестов на сенсорном экране, а также с помощью наклона гаджета. Цель игры — пробежать как можно дальше, не давая себя на съедение демоническим обезьянам.
В игре нет финиша или уровней; смысл игры пробежать как можно дальше, избегая препятствия прыжками (движение пальца вверх), скольжением (движение пальца вниз), или же изменением направления движения (движение пальца влево или вправо). Игра отсчитывает количество пройденных метров, начиная с храма. Во время побега игрока все время преследуют обезьяны. Во время игры игрок может наклонять гаджет влево или вправо, чтобы собирать монеты.
За монеты можно активировать случайное появление бонусных предметов в локации: магнит, неуязвимость, ускорение, более ценные монеты. В дальнейшем их можно будет улучшать. Также за монеты продаются персонажи и бонусы воскрешения и стартового ускорения.
Во время сбора монет пополняется бар и «фреска». Каждый раз, когда игрок собирает 100 монет, часть фрески заполняется и бар обновляется. Когда игрок спотыкается, фреска и бар обнуляются. Нужно собрать 500 монет, чтобы закончить фреску. Обновлённая фреска даёт множитель к очкам.
В игре есть задания, такие как «Пробежать 5000 метров, не споткнувшись» или «Разблокировать двух персонажей». За их выполнение игрок получает соответствующее достижение.

## Сюжет
Игра Temple Run сосредоточена на группе странствующих исследователей, один из которых крадёт идола из древнего храма и под контролем игрока пытается скрыться от преследования кучки демонических обезьян, которые хотят его съесть. Персонажи не имеют каких-либо отличий, кроме внешнего вида и озвучивания.

## Разработка
Игра Temple Run была создана мужем и женой Китом Шепердом и Натальей Лукьяновой вместе с художником Кириллом Чанговым. Изначально игра продавалась за 99 центов, но вскоре была переведена на freemium модель. Доход разработчики получают из продажи игровых монет. Изначально игра была доступна только в App Store, но вскоре она была выпущена на Google Play (наследник Android Market). В январе 2012 года Imangi Studios анонсировали на странице Temple Run в Facebook, что игра будет выпущена на платформе Android в феврале, добавив «Мы рады сообщить эту новость и ценим поддержку всех наших фанатов». Игра была выпущена на Android с задержкой в месяц.

## Издание
На iTunes Store игра быстро вошла в список 50 самых скачиваемых приложений за декабрь 2011 года, а также стала номером один среди бесплатных приложений. Когда Temple Run была выпущена на Android, игру скачали миллион раз за три дня. Ранее игра стоила 99 центов, но затем Imangi Studios перевела игру в freemium бизнес-модель незадолго до декабря 2011 года. Вместо этого разработчики зарабатывают деньги на продаже игровых монеток. Соответственно для Android выпущенная версия сразу была freemium.

## Продолжения

### Сиквел
Вторая часть игры — Temple Run 2 для iOS вышла 17 января 2013 года без анонсов в прессе, но в первые 4 дня была загружена более 20 млн раз.

### Спин-оффы

#### Temple Run: Brave
В июне 2012 года Imangi Studios объединились со студией Disney для продвижения мультфильма «Храбрая сердцем», выпустив игру Temple Run: Brave 14 июня. В отличие от оригинала, игра стоит 99 центов.
Temple Run: Brave забрасывает игрока в дикие леса Шотландии. Играть можно или главной героиней —лучницей Меридой, или её отцом — топорометателем Фергусом. Как и в оригинальной игре, здесь есть магазин. Здесь можно покупать такие же улучшения, как Mega Coins, Coin Magnet, Double Value, Invisibility и так далее. Игрок также может купить платья для Мериды, броню для героев, или новые обои. Цель игры осталась прежней — выживать, избегая препятствия, собирая монетки, убегая от проклятого медведя Мор’ду.
Новая особенность в игре это попадание в мишени из лука для Мериды или топорами для Фергуса. Во время бега на экране иногда может появиться значок стрельбы и точки над ним. Точки будут означать количество мишеней, которые нужно будет поразить. Они будут появляться с левой и правой стороны. Игроку нужно будет просто вовремя нажать на них. Когда все мишени будут поражены, игрок получит дополнительные монетки.
Сразу после релиза игры, Temple Run: Brave возглавила список самых продаваемых платных игр в App Store.

#### Temple Run: Oz
В конце февраля Imangi Studios продолжила сотрудничество с Дисней и выпустила игру по мотивам фильма «Оз: Великий и Ужасный». Единственный играбельный персонаж Фрэнк Оскар, про прозвищу «Великий и Ужасный Оз», который убегает по дороге из жёлтых кирпичей от злобных летучих обезьян. От других игр серии её отличает наличие нескольких локаций, которые сильно отличаются друг от друга, и возможность летать на воздушном шаре. Новые версии добавляют новые локации и задания.

## Отзывы
| Сводный рейтинг       | Сводный рейтинг |
| Агрегатор             | Оценка          |
| --------------------- | --------------- |
| Metacritic            | 80/100          |
| Иноязычные издания    |                 |
| Издание               | Оценка          |
| IGN                   | 7,5/10          |
| TouchArcade           | [ 10 ]          |
| 148Apps               | [ 11 ]          |
| AppSpy                | 4/5             |
| Slide to Play         | 4/4             |
| Русскоязычные издания |                 |
| Издание               | Оценка          |
| PlayGround.ru         | [ 14 ]          |
| Награды               |                 |
| Издание               | Награда         |
| Shorty Awards         | Номинация       |

Temple Run приняли очень тепло. Портал Gamezebo поставил игре 5 звёзд, а Art Green назвал её «новинка, а уже несомненно классика для iPhone». PC Magazine назвал Android версию игры мобильным счастьем для детей.
Тем не менее Common Sense Media закритиковала Temple Run за стимулирование потребительского интереса, связано это было с продажей монеток для получения товаров, имеющихся в магазине игры.
Среди русских порталов iphones оценил игру в 4 балла, а newsbeat назвал игру одной из лучших убивалок времени, поставив ей 4,5 балла. Критики также нелестно отзывались об версии игры на Android, так как игра часто давала сбои. Проблема заключается в игровом движке Unity.

## Популярность
Игра была запущена в App Store в августе 2011 года и с тех пор быстро набирала популярность. Было создано много подделок, таких как Temple Guns и Temple Jump. Популярность игры подтолкнула разработчиков из Imangi Studios побыстрее перенести игру на Android платформу. После релиза на Android версии, игра была скачана миллион раз за три дня. Общее количество установок игры по состоянию на март 2013 года — более 180 млн.
Во время бешеной популярности игры, студия Disney обратилась к Imangi Studios с просьбой сделать Temple Run под мультфильм «Храбрая сердцем». Также Temple Run заняла 1 место среди приложений в Kids Choise Awards 2013